# Le Génépi
Pour les articles homonymes, voir Génépi (homonymie).
Cet article possède un paronyme, voir Sénépy.
Le Génépi est un sommet des Alpes suisses situé dans le massif du Mont-Blanc et dans le canton du Valais.

## Géographie
Avec ses 2 881 mètres d'altitude, le Génépi marque le point culminant d'une montagne séparée du cœur du massif du Mont-Blanc par le val de Trient et le val d'Arpette au sud. Ses autres sommets sont le Someceon du Dru (2 828 m), le Six Carro (2 825 m), le Clocher d'Arpette (2 819 m), la pointe de Prosom (2 761 m), la pointe Ronde (2 655 m), la croix des Prélayes (2 365 m) et le Grand Bec (2 616 m) qui s'égrènent le long de trois crêtes qui se rejoignent au Génépi.
Au sud, au-delà de la fenêtre d'Arpette (2 665 m) et du col des Ecandies (2 793 m) séparés par la pointe de Ecandies (2 874 m) se dressent l'aiguille du Tour (3 540 m), la Grande Fourche (3 610 m), les aiguilles Dorées (3 518 m) et la pointe d'Orny (3 271 m) au pied desquelles s'étendent les glaciers du Trient, des Grands et d'Orny. Au nord-ouest, au-delà du col de la Forclaz (1 527 m) s'élève le mont de l'Arpille (2 085 m), au nord-est, au delà du col de Champex (1 497 m) et du val du Durnand d'Arpette s'élève le Catogne (2 598 m) et au nord s'ouvre la vallée du Rhône avec la ville de Martigny (471 m).
Au-dessus de 1 900 mètres sur son ubac, la forêt laisse place aux alpages où se trouvent quatre petits lacs dont ceux de Bovine (2 427 m), de la Breye (2 453 m) et du Dru (2 679 m), ce dernier se situant immédiatement sous le sommet du Génépi. Le sentier de grande randonnée Tour du Mont-Blanc contourne la montagne par le nord entre Champex-Lac et Trient mais une variante transite par la fenêtre d'Arpette et passe par conséquent au pied du Génépi sur son adret.

## Ascension
La première ascension du Génépi est le fait de Paul Beaumont et François Fournier par le versant sud-sud-ouest le 4 juillet 1884.
Aucun sentier ne mène au Génépi, vraisemblablement du fait de l'instabilité de la roche qui forme son sommet, de son adret escarpé et des nombreux névés sur son ubac.

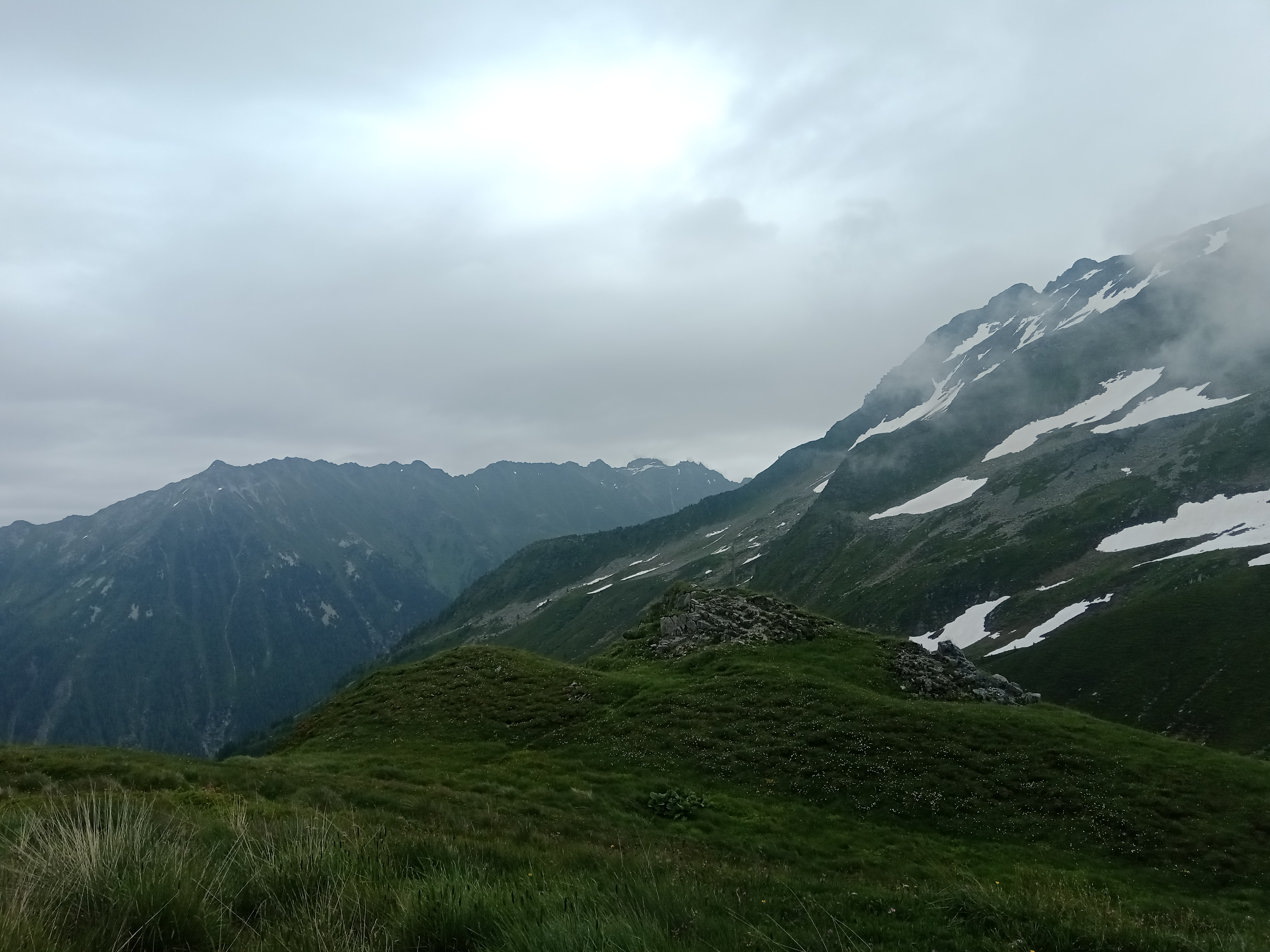
Le Génépi au centre avec immédiatement à sa droite le Someceon du Dru depuis le col de Balme.